# Bundestagswahlkreis Pirna – Sebnitz – Bischofswerda
Der Bundestagswahlkreis Pirna – Sebnitz – Bischofswerda war von 1990 bis 2002 ein Wahlkreis in Sachsen. Er besaß die Nummer 317 und umfasste die Landkreise Pirna, Sebnitz und Bischofswerda. Im Rahmen der Wahlkreisreform von 2002, bei der die Anzahl der Wahlkreise in Sachsen von 21 auf 17 reduziert wurde, wurde das Gebiet des Wahlkreises auf die Wahlkreise Sächsische Schweiz – Weißeritzkreis und Bautzen – Weißwasser aufgeteilt.
Das Direktmandat wurde stets von Klaus Brähmig (CDU) gewonnen.

## Bundestagswahl 1998
| Kandidaten                     | Kandidaten                 | Parteien/Listen     | Erststimmen | Erststimmen | Zweitstimmen | Zweitstimmen |
| Kandidaten                     | Kandidaten                 | Parteien/Listen     | Stimmen     | %           | Stimmen      | %            |
| ------------------------------ | -------------------------- | ------------------- | ----------- | ----------- | ------------ | ------------ |
|                                | Klaus Brähmiggewählt im WK | CDU                 | 59.726      | 43,4        | 54.229       | 39,2         |
|                                | Fritz Rösler               | SPD                 | 31.973      | 23,2        | 33.183       | 24,0         |
|                                | André Hahn                 | PDS                 | 30.901      | 22,5        | 26.366       | 19,0         |
|                                | Heinz Graß                 | GRÜNE               | 4.213       | 3,1         | 5.079        | 3,7          |
|                                | Petra-Roswita Wendt        | F.D.P.              | 5.487       | 4,0         | 4.796        | 3,5          |
|                                | −                          | BüSo                | –           | –           | 115          | 0,1          |
|                                | −                          | BFB – Die Offensive | –           | –           | 634          | 0,5          |
|                                | –                          | Chance 2000         | –           | –           | 557          | 0,4          |
|                                | –                          | DVU                 | –           | –           | 4.093        | 3,0          |
|                                | –                          | GRAUE               | –           | –           | 586          | 0,4          |
|                                | −                          | REP                 | –           | –           | 1.890        | 1,4          |
|                                | –                          | Pro DM              | –           | –           | 3.897        | 2,8          |
|                                | Uwe Leichsenring           | NPD                 | 5.298       | 3,9         | 3.698        | 2,7          |
|                                | –                          | ödp                 | –           | –           | 134          | 0,1          |
|                                | −                          | PBC                 | –           | –           | 240          | 0,2          |
| Gesamt                         | Gesamt                     | Gesamt              | 137.598     | 100         | 138.497      | 100          |
|                                |                            |                     |             |             |              |              |
| Ungültige Stimmen              | Ungültige Stimmen          | Ungültige Stimmen   | 3.218       | 2,3         | 2.319        | 1,6          |
| Wähler                         | Wähler                     | Wähler              | 140.816     | 82,9        | 140.816      | 82,9         |
| Wahlberechtigte                | Wahlberechtigte            | Wahlberechtigte     | 169.920     |             | 169.920      |              |
|                                |                            |                     |             |             |              |              |
| Quellen: Der Bundeswahlleiter, |                            |                     |             |             |              |              |

## Bundestagswahl 1994
| Kandidaten                     | Kandidaten                 | Parteien/Listen   | Erststimmen | Erststimmen | Zweitstimmen | Zweitstimmen |
| Kandidaten                     | Kandidaten                 | Parteien/Listen   | Stimmen     | %           | Stimmen      | %            |
| ------------------------------ | -------------------------- | ----------------- | ----------- | ----------- | ------------ | ------------ |
|                                | Klaus Brähmiggewählt im WK | CDU               | 71.266      | 59,8        | 67.917       | 56,6         |
|                                | –                          | SPD               | 22.249      | 18,7        | 21.768       | 18,2         |
|                                | –                          | PDS               | 18.694      | 15,7        | 17.909       | 14,9         |
|                                | –                          | GRÜNE             | 6.917       | 5,8         | 4.975        | 4,1          |
|                                | –                          | F.D.P.            | –           | –           | 4.347        | 3,6          |
|                                | –                          | GRAUE             | –           | –           | 648          | 0,5          |
|                                | –                          | REP               | –           | –           | 1.851        | 1,5          |
|                                | –                          | MLPD              | –           | –           | 32           | 0,0          |
|                                | –                          | ÖDP               | –           | –           | 223          | 0,2          |
|                                | –                          | PBC               | –           | –           | 242          | 0,2          |
| Gesamt                         | Gesamt                     | Gesamt            | 119.126     | 100         | 119.912      | 100          |
|                                |                            |                   |             |             |              |              |
| Ungültige Stimmen              | Ungültige Stimmen          | Ungültige Stimmen | 2.170       | 1,8         | 1.384        | 1,1          |
| Wähler                         | Wähler                     | Wähler            | 121.296     | 73,3        | 121.296      | 73,3         |
| Wahlberechtigte                | Wahlberechtigte            | Wahlberechtigte   | 165.418     |             | 165.418      |              |
|                                |                            |                   |             |             |              |              |
| Quellen: Der Bundeswahlleiter, |                            |                   |             |             |              |              |

## Bundestagswahl 1990
| Kandidaten                  | Kandidaten                 | Parteien/Listen   | Erststimmen | Erststimmen | Zweitstimmen | Zweitstimmen |
| Kandidaten                  | Kandidaten                 | Parteien/Listen   | Stimmen     | %           | Stimmen      | %            |
| --------------------------- | -------------------------- | ----------------- | ----------- | ----------- | ------------ | ------------ |
|                             | Klaus Brähmiggewählt im WK | CDU               | 74.226      | 57,4        | 74.468       | 57,3         |
|                             | Hans-Günther Renger        | SPD               | 18.705      | 14,5        | 18.694       | 14,4         |
|                             | Wolfgang Meißner           | PDS               | 11.665      | 9,0         | 10.835       | 8,3          |
|                             | Wilhelm Tomenendal         | DSU               | 4.655       | 3,6         | 2.723        | 2,1          |
|                             | Harry Schilka              | F.D.P.            | 10.887      | 8,4         | 12.296       | 9,5          |
|                             | Peter Hildebrand           | GRÜNE             | 9.172       | 7,1         | 6.118        | 4,7          |
|                             | –                          | BSA               | –           | –           | 39           | 0,0          |
|                             | −                          | LIGA              | –           | –           | 407          | 0,3          |
|                             | –                          | DIE GRAUEN        | –           | –           | 2.068        | 1,6          |
|                             | −                          | REP               | –           | –           | 1.280        | 1,0          |
|                             | –                          | KPD               | –           | –           | 66           | 0,1          |
|                             | –                          | NPD               | –           | –           | 674          | 0,5          |
|                             | –                          | ÖDP               | –           | –           | 177          | 0,1          |
|                             | –                          | Patrioten         | –           | –           | 17           | 0,0          |
|                             | –                          | SpAD              | –           | –           | 34           | 0,0          |
|                             | –                          | VAA               | –           | –           | 144          | 0,1          |
| Gesamt                      | Gesamt                     | Gesamt            | 129.310     | 100         | 130.040      | 100          |
|                             |                            |                   |             |             |              |              |
| Ungültige Stimmen           | Ungültige Stimmen          | Ungültige Stimmen | 3.003       | 2,3         | 2.273        | 1,7          |
| Wähler                      | Wähler                     | Wähler            | 132.313     | 78,3        | 132.313      | 78,3         |
| Wahlberechtigte             | Wahlberechtigte            | Wahlberechtigte   | 168.974     |             | 168.974      |              |
|                             |                            |                   |             |             |              |              |
| Quellen: Statistik Sachsen, |                            |                   |             |             |              |              |

## Wahlkreissieger
| Wahl | Name          | Partei | Erststimmen |
| ---- | ------------- | ------ | ----------- |
| 1998 | Klaus Brähmig | CDU    | 43,4 %      |
| 1994 | Klaus Brähmig | CDU    | 59,8 %      |
| 1990 | Klaus Brähmig | CDU    | 57,4 %      |